# 그레나다 축구 국가대표팀
그레나다 축구 국가대표팀(영어: Grenada national football team)은 그레나다를 대표하는 축구 국가대표팀으로 그레나다 축구 협회에서 관리하고 있다. 북중미카리브 지역에서 최약체로 평가받는 팀들 가운데 하나로 1934년 10월 13일 가이아나와의 국제 A매치 데뷔전에서 2-1로 승리를 거두었으며 현재 홈 구장으로는 키러니 제임스 스타디움을 사용하고 있다.

## 국제 대회 경력

### FIFA 월드컵
2026년 FIFA 월드컵 북중미카리브 지역 2차 예선에서 4경기 2승 1무 1패·B조 3위에 이름을 올리며 그레나다 축구 역사상 월드컵 북중미카리브 지역 예선 역대 최고 성적을 기록했다.

### CONCACAF 골드컵
골드컵 본선에는 3번(2009년, 2011년, 2021년) 출전하여 3번의 대회에서 모두 3전 전패로 조별리그에서 탈락하며 북중미 축구의 높은 벽을 실감했다.

### 카리브컵
카리브컵에는 6번 출전하여 이 중 1989년 대회와 2008년 대회에서 준우승을 차지하면서 모든 국제 대회를 통틀어 그레나다 축구 역사상 가장 좋은 성적을 거두었고 1997년과 2010년 대회에서는 4강에 오르는 등 4번의 대회에서 4강 이상의 준수한 성적을 남겼다.

### CONCACAF 네이션스리그

#### 2019-20 리그 B
2019-20 CONCACAF 네이션스리그 예선 21위로 리그 B에 편입된 그레나다는 벨리즈, 프랑스령 기아나, 세인트키츠 네비스와 함께 A조에 편성되었다. 이후 열린 첫 경기에서 세인트키츠 네비스를 2-1로 꺾었고 벨리즈와의 2차전에서도 2-1로 승리를 거두었으며 프랑스령 기아나와의 3차전에서는 0-0으로 승부를 가리지 못했다. 그러나 이어 열린 4차전에서 1-0으로 승리를 거두었고 세인트키츠 네비스와의 5차전에서 0-0으로 비겼지만 벨리즈와의 최종전에서 3-2의 신승을 거두면서 4승 2무·조 1위로 차기 시즌 리그 A 승격 및 2011년 골드컵 이후 10년만에 통산 3번째 골드컵 본선 진출을 확정지었다.

## FIFA 월드컵 (본선)
| 년도   | 결과      | 순위      | 경기      | 승        | 무*       | 패        | 득점      | 실점      | 승점      |
| ------ | --------- | --------- | --------- | --------- | --------- | --------- | --------- | --------- | --------- |
| 1930년 | 비회원국  | 비회원국  | 비회원국  | 비회원국  | 비회원국  | 비회원국  | 비회원국  | 비회원국  | 비회원국  |
| 1934년 | 비회원국  | 비회원국  | 비회원국  | 비회원국  | 비회원국  | 비회원국  | 비회원국  | 비회원국  | 비회원국  |
| 1938년 | 비회원국  | 비회원국  | 비회원국  | 비회원국  | 비회원국  | 비회원국  | 비회원국  | 비회원국  | 비회원국  |
| 1950년 | 비회원국  | 비회원국  | 비회원국  | 비회원국  | 비회원국  | 비회원국  | 비회원국  | 비회원국  | 비회원국  |
| 1954년 | 비회원국  | 비회원국  | 비회원국  | 비회원국  | 비회원국  | 비회원국  | 비회원국  | 비회원국  | 비회원국  |
| 1958년 | 비회원국  | 비회원국  | 비회원국  | 비회원국  | 비회원국  | 비회원국  | 비회원국  | 비회원국  | 비회원국  |
| 1962년 | 비회원국  | 비회원국  | 비회원국  | 비회원국  | 비회원국  | 비회원국  | 비회원국  | 비회원국  | 비회원국  |
| 1966년 | 비회원국  | 비회원국  | 비회원국  | 비회원국  | 비회원국  | 비회원국  | 비회원국  | 비회원국  | 비회원국  |
| 1970년 | 비회원국  | 비회원국  | 비회원국  | 비회원국  | 비회원국  | 비회원국  | 비회원국  | 비회원국  | 비회원국  |
| 1974년 | 비회원국  | 비회원국  | 비회원국  | 비회원국  | 비회원국  | 비회원국  | 비회원국  | 비회원국  | 비회원국  |
| 1978년 | 비회원국  | 비회원국  | 비회원국  | 비회원국  | 비회원국  | 비회원국  | 비회원국  | 비회원국  | 비회원국  |
| 1982년 | 예선 탈락 | 예선 탈락 | 예선 탈락 | 예선 탈락 | 예선 탈락 | 예선 탈락 | 예선 탈락 | 예선 탈락 | 예선 탈락 |
| 1986년 | 기권      | 기권      | 기권      | 기권      | 기권      | 기권      | 기권      | 기권      | 기권      |
| 1990년 | 불참      | 불참      | 불참      | 불참      | 불참      | 불참      | 불참      | 불참      | 불참      |
| 1994년 | 불참      | 불참      | 불참      | 불참      | 불참      | 불참      | 불참      | 불참      | 불참      |
| 1998년 | 예선 탈락 | 예선 탈락 | 예선 탈락 | 예선 탈락 | 예선 탈락 | 예선 탈락 | 예선 탈락 | 예선 탈락 | 예선 탈락 |
| 2002년 | 예선 탈락 | 예선 탈락 | 예선 탈락 | 예선 탈락 | 예선 탈락 | 예선 탈락 | 예선 탈락 | 예선 탈락 | 예선 탈락 |
| 2006년 | 예선 탈락 | 예선 탈락 | 예선 탈락 | 예선 탈락 | 예선 탈락 | 예선 탈락 | 예선 탈락 | 예선 탈락 | 예선 탈락 |
| 2010년 | 예선 탈락 | 예선 탈락 | 예선 탈락 | 예선 탈락 | 예선 탈락 | 예선 탈락 | 예선 탈락 | 예선 탈락 | 예선 탈락 |
| 2014년 | 예선 탈락 | 예선 탈락 | 예선 탈락 | 예선 탈락 | 예선 탈락 | 예선 탈락 | 예선 탈락 | 예선 탈락 | 예선 탈락 |
| 2018년 | 예선 탈락 | 예선 탈락 | 예선 탈락 | 예선 탈락 | 예선 탈락 | 예선 탈락 | 예선 탈락 | 예선 탈락 | 예선 탈락 |
| 합계   |           |           |           |           |           |           |           |           |           |

## FIFA 월드컵 (예선)
| 년도   | 경기                                        | 승                                          | 무*                                         | 패                                          | 득점                                        | 실점                                        | 승점                                        |
| ------ | ------------------------------------------- | ------------------------------------------- | ------------------------------------------- | ------------------------------------------- | ------------------------------------------- | ------------------------------------------- | ------------------------------------------- |
| 1930년 | 비회원국                                    | 비회원국                                    | 비회원국                                    | 비회원국                                    | 비회원국                                    | 비회원국                                    | 비회원국                                    |
| 1934년 | 비회원국                                    | 비회원국                                    | 비회원국                                    | 비회원국                                    | 비회원국                                    | 비회원국                                    | 비회원국                                    |
| 1938년 | 비회원국                                    | 비회원국                                    | 비회원국                                    | 비회원국                                    | 비회원국                                    | 비회원국                                    | 비회원국                                    |
| 1950년 | 비회원국                                    | 비회원국                                    | 비회원국                                    | 비회원국                                    | 비회원국                                    | 비회원국                                    | 비회원국                                    |
| 1954년 | 비회원국                                    | 비회원국                                    | 비회원국                                    | 비회원국                                    | 비회원국                                    | 비회원국                                    | 비회원국                                    |
| 1958년 | 비회원국                                    | 비회원국                                    | 비회원국                                    | 비회원국                                    | 비회원국                                    | 비회원국                                    | 비회원국                                    |
| 1962년 | 비회원국                                    | 비회원국                                    | 비회원국                                    | 비회원국                                    | 비회원국                                    | 비회원국                                    | 비회원국                                    |
| 1966년 | 비회원국                                    | 비회원국                                    | 비회원국                                    | 비회원국                                    | 비회원국                                    | 비회원국                                    | 비회원국                                    |
| 1970년 | 비회원국                                    | 비회원국                                    | 비회원국                                    | 비회원국                                    | 비회원국                                    | 비회원국                                    | 비회원국                                    |
| 1974년 | 비회원국                                    | 비회원국                                    | 비회원국                                    | 비회원국                                    | 비회원국                                    | 비회원국                                    | 비회원국                                    |
| 1978년 | 비회원국                                    | 비회원국                                    | 비회원국                                    | 비회원국                                    | 비회원국                                    | 비회원국                                    | 비회원국                                    |
| 1982년 | 2                                           | 0                                           | 0                                           | 2                                           | 4                                           | 8                                           | 0                                           |
| 1986년 | 기권                                        | 기권                                        | 기권                                        | 기권                                        | 기권                                        | 기권                                        | 기권                                        |
| 1990년 | 불참                                        | 불참                                        | 불참                                        | 불참                                        | 불참                                        | 불참                                        | 불참                                        |
| 1994년 | 불참                                        | 불참                                        | 불참                                        | 불참                                        | 불참                                        | 불참                                        | 불참                                        |
| 1998년 | 4                                           | 2                                           | 0                                           | 2                                           | 9                                           | 8                                           | 6                                           |
| 2002년 | 2                                           | 0                                           | 1                                           | 1                                           | 4                                           | 5                                           | 1                                           |
| 2006년 | 4                                           | 2                                           | 0                                           | 2                                           | 10                                          | 7                                           | 6                                           |
| 2010년 | 3                                           | 1                                           | 1                                           | 1                                           | 12                                          | 5                                           | 4                                           |
| 2014년 | 6                                           | 1                                           | 1                                           | 4                                           | 7                                           | 14                                          | 4                                           |
| 2018년 | 4                                           | 1                                           | 0                                           | 3                                           | 3                                           | 7                                           | 3                                           |
| 합계   | 25                                          | 7                                           | 3                                           | 15                                          | 49                                          | 54                                          | 24                                          |
| 순위   | 월드컵 예선 승점 순위 : 158위 (북중미 23위) | 월드컵 예선 승점 순위 : 158위 (북중미 23위) | 월드컵 예선 승점 순위 : 158위 (북중미 23위) | 월드컵 예선 승점 순위 : 158위 (북중미 23위) | 월드컵 예선 승점 순위 : 158위 (북중미 23위) | 월드컵 예선 승점 순위 : 158위 (북중미 23위) | 월드컵 예선 승점 순위 : 158위 (북중미 23위) |

## CONCACAF 골드컵
| 북중미 골드컵 기록 | 북중미 골드컵 기록                 | 북중미 골드컵 기록                 | 북중미 골드컵 기록                 | 북중미 골드컵 기록                 | 북중미 골드컵 기록                 | 북중미 골드컵 기록                 | 북중미 골드컵 기록                 | 북중미 골드컵 기록                 | 북중미 골드컵 기록                 |
| 년도               | 결과                               | 순위                               | 경기                               | 승                                 | 무*                                | 패                                 | 득점                               | 실점                               | 승점                               |
| ------------------ | ---------------------------------- | ---------------------------------- | ---------------------------------- | ---------------------------------- | ---------------------------------- | ---------------------------------- | ---------------------------------- | ---------------------------------- | ---------------------------------- |
| 1963년             | 비회원국                           | 비회원국                           | 비회원국                           | 비회원국                           | 비회원국                           | 비회원국                           | 비회원국                           | 비회원국                           | 비회원국                           |
| 1965년             | 비회원국                           | 비회원국                           | 비회원국                           | 비회원국                           | 비회원국                           | 비회원국                           | 비회원국                           | 비회원국                           | 비회원국                           |
| 1967년             | 비회원국                           | 비회원국                           | 비회원국                           | 비회원국                           | 비회원국                           | 비회원국                           | 비회원국                           | 비회원국                           | 비회원국                           |
| 1969년             | 비회원국                           | 비회원국                           | 비회원국                           | 비회원국                           | 비회원국                           | 비회원국                           | 비회원국                           | 비회원국                           | 비회원국                           |
| 1971년             | 비회원국                           | 비회원국                           | 비회원국                           | 비회원국                           | 비회원국                           | 비회원국                           | 비회원국                           | 비회원국                           | 비회원국                           |
| 1973년             | 비회원국                           | 비회원국                           | 비회원국                           | 비회원국                           | 비회원국                           | 비회원국                           | 비회원국                           | 비회원국                           | 비회원국                           |
| 1977년             | 비회원국                           | 비회원국                           | 비회원국                           | 비회원국                           | 비회원국                           | 비회원국                           | 비회원국                           | 비회원국                           | 비회원국                           |
| 1981년             | 예선 탈락                          | 예선 탈락                          | 예선 탈락                          | 예선 탈락                          | 예선 탈락                          | 예선 탈락                          | 예선 탈락                          | 예선 탈락                          | 예선 탈락                          |
| 1985년             | 기권                               | 기권                               | 기권                               | 기권                               | 기권                               | 기권                               | 기권                               | 기권                               | 기권                               |
| 1989년             | 불참                               | 불참                               | 불참                               | 불참                               | 불참                               | 불참                               | 불참                               | 불참                               | 불참                               |
| 1991년             | 불참                               | 불참                               | 불참                               | 불참                               | 불참                               | 불참                               | 불참                               | 불참                               | 불참                               |
| 1993년             | 예선 탈락                          | 예선 탈락                          | 예선 탈락                          | 예선 탈락                          | 예선 탈락                          | 예선 탈락                          | 예선 탈락                          | 예선 탈락                          | 예선 탈락                          |
| 1996년             | 예선 탈락                          | 예선 탈락                          | 예선 탈락                          | 예선 탈락                          | 예선 탈락                          | 예선 탈락                          | 예선 탈락                          | 예선 탈락                          | 예선 탈락                          |
| 1998년             | 예선 탈락                          | 예선 탈락                          | 예선 탈락                          | 예선 탈락                          | 예선 탈락                          | 예선 탈락                          | 예선 탈락                          | 예선 탈락                          | 예선 탈락                          |
| 2000년             | 예선 탈락                          | 예선 탈락                          | 예선 탈락                          | 예선 탈락                          | 예선 탈락                          | 예선 탈락                          | 예선 탈락                          | 예선 탈락                          | 예선 탈락                          |
| 2002년             | 예선 탈락                          | 예선 탈락                          | 예선 탈락                          | 예선 탈락                          | 예선 탈락                          | 예선 탈락                          | 예선 탈락                          | 예선 탈락                          | 예선 탈락                          |
| 2003년             | 예선 탈락                          | 예선 탈락                          | 예선 탈락                          | 예선 탈락                          | 예선 탈락                          | 예선 탈락                          | 예선 탈락                          | 예선 탈락                          | 예선 탈락                          |
| 2005년             | 예선 탈락                          | 예선 탈락                          | 예선 탈락                          | 예선 탈락                          | 예선 탈락                          | 예선 탈락                          | 예선 탈락                          | 예선 탈락                          | 예선 탈락                          |
| 2007년             | 예선 탈락                          | 예선 탈락                          | 예선 탈락                          | 예선 탈락                          | 예선 탈락                          | 예선 탈락                          | 예선 탈락                          | 예선 탈락                          | 예선 탈락                          |
| 2009년             | 조별리그                           | 12위                               | 3                                  | 0                                  | 0                                  | 3                                  | 0                                  | 10                                 | 0                                  |
| 2011년             | 조별리그                           | 11위                               | 3                                  | 0                                  | 0                                  | 3                                  | 1                                  | 15                                 | 0                                  |
| 2013년             | 예선 탈락                          | 예선 탈락                          | 예선 탈락                          | 예선 탈락                          | 예선 탈락                          | 예선 탈락                          | 예선 탈락                          | 예선 탈락                          | 예선 탈락                          |
| 2015년             | 예선 탈락                          | 예선 탈락                          | 예선 탈락                          | 예선 탈락                          | 예선 탈락                          | 예선 탈락                          | 예선 탈락                          | 예선 탈락                          | 예선 탈락                          |
| 2017년             | 예선 탈락                          | 예선 탈락                          | 예선 탈락                          | 예선 탈락                          | 예선 탈락                          | 예선 탈락                          | 예선 탈락                          | 예선 탈락                          | 예선 탈락                          |
| 2019년             | 예선 탈락                          | 예선 탈락                          | 예선 탈락                          | 예선 탈락                          | 예선 탈락                          | 예선 탈락                          | 예선 탈락                          | 예선 탈락                          | 예선 탈락                          |
| 2021년             | ?                                  | ?위                                | ?                                  | ?                                  | ?                                  | ?                                  | ?                                  | ?                                  | ?                                  |
| 합계               | 3회 진출(3/19)                     | 조별리그(2회)                      | 6                                  | 0                                  | 0                                  | 6                                  | 1                                  | 25                                 | 0                                  |
| 순위               | CONCACAF 북중미 골드컵 순위 : 27위 | CONCACAF 북중미 골드컵 순위 : 27위 | CONCACAF 북중미 골드컵 순위 : 27위 | CONCACAF 북중미 골드컵 순위 : 27위 | CONCACAF 북중미 골드컵 순위 : 27위 | CONCACAF 북중미 골드컵 순위 : 27위 | CONCACAF 북중미 골드컵 순위 : 27위 | CONCACAF 북중미 골드컵 순위 : 27위 | CONCACAF 북중미 골드컵 순위 : 27위 |

### CONCACAF 골드컵(예선)
| 북중미 골드컵 예선 기록 | 북중미 골드컵 예선 기록 | 북중미 골드컵 예선 기록 | 북중미 골드컵 예선 기록 | 북중미 골드컵 예선 기록 | 북중미 골드컵 예선 기록 | 북중미 골드컵 예선 기록 | 북중미 골드컵 예선 기록 |
| 년도                    | 경기                    | 승                      | 무*                     | 패                      | 득점                    | 실점                    | 승점                    |
| ----------------------- | ----------------------- | ----------------------- | ----------------------- | ----------------------- | ----------------------- | ----------------------- | ----------------------- |
| 1963년                  | 비회원국                | 비회원국                | 비회원국                | 비회원국                | 비회원국                | 비회원국                | 비회원국                |
| 1965년                  | 비회원국                | 비회원국                | 비회원국                | 비회원국                | 비회원국                | 비회원국                | 비회원국                |
| 1967년                  | 비회원국                | 비회원국                | 비회원국                | 비회원국                | 비회원국                | 비회원국                | 비회원국                |
| 1969년                  | 비회원국                | 비회원국                | 비회원국                | 비회원국                | 비회원국                | 비회원국                | 비회원국                |
| 1971년                  | 비회원국                | 비회원국                | 비회원국                | 비회원국                | 비회원국                | 비회원국                | 비회원국                |
| 1973년                  | 비회원국                | 비회원국                | 비회원국                | 비회원국                | 비회원국                | 비회원국                | 비회원국                |
| 1977년                  | 비회원국                | 비회원국                | 비회원국                | 비회원국                | 비회원국                | 비회원국                | 비회원국                |
| 1981년                  | 2                       | 0                       | 0                       | 2                       | 4                       | 8                       | 0                       |
| 1985년                  | 기권                    | 기권                    | 기권                    | 기권                    | 기권                    | 기권                    | 기권                    |
| 1989년                  | 불참                    | 불참                    | 불참                    | 불참                    | 불참                    | 불참                    | 불참                    |
| 1991년                  | 불참                    | 불참                    | 불참                    | 불참                    | 불참                    | 불참                    | 불참                    |
| 1993년                  | 3                       | 0                       | 2                       | 1                       | 2                       | 3                       | 2                       |
| 1996년                  | 2                       | 1                       | 0                       | 1                       | 2                       | 4                       | 3                       |
| 1998년                  | 6                       | 2                       | 2                       | 2                       | 12                      | 10                      | 8                       |
| 2000년                  | 3                       | 2                       | 0                       | 1                       | 17                      | 4                       | 6                       |
| 2002년                  | 3                       | 1                       | 0                       | 2                       | 6                       | 7                       | 3                       |
| 2003년                  | 5                       | 2                       | 0                       | 3                       | 20                      | 15                      | 6                       |
| 2005년                  | 5                       | 1                       | 1                       | 3                       | 8                       | 10                      | 4                       |
| 2007년                  | 3                       | 0                       | 1                       | 2                       | 1                       | 3                       | 1                       |
| 2009년                  | 10                      | 4                       | 2                       | 4                       | 10                      | 9                       | 14                      |
| 2011년                  | 8                       | 3                       | 2                       | 3                       | 8                       | 8                       | 11                      |
| 2013년                  | 3                       | 1                       | 1                       | 1                       | 3                       | 4                       | 4                       |
| 2015년                  | 3                       | 0                       | 2                       | 1                       | 4                       | 5                       | 2                       |
| 2017년                  | 4                       | 2                       | 0                       | 2                       | 11                      | 9                       | 6                       |
| 2019년                  | 4                       | 2                       | 0                       | 2                       | 7                       | 14                      | 6                       |
| 2021년                  | 6                       | 4                       | 2                       | 0                       | 8                       | 4                       | 14                      |
| 합계                    | 70                      | 25                      | 15                      | 30                      | 94                      | 117                     | 90                      |

## 카리브컵
| 카리브컵 기록 | 카리브컵 기록  | 카리브컵 기록 | 카리브컵 기록 | 카리브컵 기록 | 카리브컵 기록 | 카리브컵 기록 | 카리브컵 기록 | 카리브컵 기록 | 카리브컵 기록 |
| 년도          | 결과           | 순위          | 경기          | 승            | 무*           | 패            | 득점          | 실점          | 승점          |
| ------------- | -------------- | ------------- | ------------- | ------------- | ------------- | ------------- | ------------- | ------------- | ------------- |
| 1989년        | 준우승         | 2위           | 3             | 1             | 1             | 1             | 4             | 3             | 4             |
| 1990년        | 조별리그       | 5위           | 2             | 0             | 1             | 1             | 0             | 5             | 1             |
| 1991년        | 불참           | 불참          | 불참          | 불참          | 불참          | 불참          | 불참          | 불참          | 불참          |
| 1992년        | 예선 탈락      | 예선 탈락     | 예선 탈락     | 예선 탈락     | 예선 탈락     | 예선 탈락     | 예선 탈락     | 예선 탈락     | 예선 탈락     |
| 1993년        | 예선 탈락      | 예선 탈락     | 예선 탈락     | 예선 탈락     | 예선 탈락     | 예선 탈락     | 예선 탈락     | 예선 탈락     | 예선 탈락     |
| 1994년        | 예선 탈락      | 예선 탈락     | 예선 탈락     | 예선 탈락     | 예선 탈락     | 예선 탈락     | 예선 탈락     | 예선 탈락     | 예선 탈락     |
| 1995년        | 예선 탈락      | 예선 탈락     | 예선 탈락     | 예선 탈락     | 예선 탈락     | 예선 탈락     | 예선 탈락     | 예선 탈락     | 예선 탈락     |
| 1996년        | 예선 탈락      | 예선 탈락     | 예선 탈락     | 예선 탈락     | 예선 탈락     | 예선 탈락     | 예선 탈락     | 예선 탈락     | 예선 탈락     |
| 1997년        | 4강            | 4위           | 4             | 1             | 1             | 2             | 6             | 8             | 4             |
| 1998년        | 예선 탈락      | 예선 탈락     | 예선 탈락     | 예선 탈락     | 예선 탈락     | 예선 탈락     | 예선 탈락     | 예선 탈락     | 예선 탈락     |
| 1999년        | 조별리그       | 6위           | 3             | 1             | 0             | 2             | 3             | 10            | 3             |
| 2001년        | 예선 탈락      | 예선 탈락     | 예선 탈락     | 예선 탈락     | 예선 탈락     | 예선 탈락     | 예선 탈락     | 예선 탈락     | 예선 탈락     |
| 2005년        | 예선 탈락      | 예선 탈락     | 예선 탈락     | 예선 탈락     | 예선 탈락     | 예선 탈락     | 예선 탈락     | 예선 탈락     | 예선 탈락     |
| 2007년        | 예선 탈락      | 예선 탈락     | 예선 탈락     | 예선 탈락     | 예선 탈락     | 예선 탈락     | 예선 탈락     | 예선 탈락     | 예선 탈락     |
| 2008년        | 준우승         | 2위           | 5             | 2             | 1             | 2             | 8             | 11            | 7             |
| 2010년        | 4강            | 4위           | 5             | 1             | 2             | 2             | 3             | 4             | 5             |
| 2012년        | 예선 탈락      | 예선 탈락     | 예선 탈락     | 예선 탈락     | 예선 탈락     | 예선 탈락     | 예선 탈락     | 예선 탈락     | 예선 탈락     |
| 2014년        | 예선 탈락      | 예선 탈락     | 예선 탈락     | 예선 탈락     | 예선 탈락     | 예선 탈락     | 예선 탈락     | 예선 탈락     | 예선 탈락     |
| 2017년        | 예선 탈락      | 예선 탈락     | 예선 탈락     | 예선 탈락     | 예선 탈락     | 예선 탈락     | 예선 탈락     | 예선 탈락     | 예선 탈락     |
| 합계          | 6회 진출(6/19) | 준우승(2회)   | 22            | 6             | 6             | 10            | 24            | 41            | 24            |

## 주목할 만한 선수
- 앤토니오 저먼
- 리키 찰스
- 제이멀 찰스
- 아서 패터슨
- 케네디 힝슨